# ゴイトロゲン
ゴイトロゲン (英語: goitrogen) は、ヨウ素の取込みを阻害し、甲状腺の肥大、つまり甲状腺腫(goiter)を引き起こすものの総称である。

## ゴイトロゲンとなる薬剤及び化学物質
ゴイトロゲンの効果を持つ化合物には、以下のようなものがある。
- スルファジメトキシン、プロピルチオウラシル、過塩素酸カリウム、イオパノ酸
- ゴイトリン等のオキサゾリジン
- チオシアン酸塩、過塩素酸塩等のイオンは、競合阻害によってヨウ素の取り込みを阻害し、チロキシンやトリヨードチロニンの分泌量（つまり、甲状腺ホルモンの分泌量）を減少させる。この結果、脳下垂体の前葉から分泌される甲状腺刺激ホルモンの分泌は増加する。
- アミオダロンは、チロキシンからトリヨードチロニンへの変換や甲状腺ホルモンの活性を阻害する。
- リチウムは、甲状腺ホルモンの放出を阻害する。
- フェノバルビタール、フェニトイン、カルバマゼピン、リファンピシンは、トリヨードチロニン及びチロキシンの代謝分解を促進する。

## ゴイトロゲンとなる食物
- キャッサバ（粉砕して解毒をしなかった場合）
- 大豆（および大豆製品）
- 松の実
- 落花生
- アマの種子 - アマの種子はシアン化物を含み、これは体内でチオシアネートに変換し、甲状腺機能を低下させる。
- イチゴ
- ナシ
- モモ
- ホウレンソウ
- タケノコ
- サツマイモ
- アブラナ属の野菜 - ゴイトリンやプロゴイトリンを含む